# Partido Socialista Húngaro
O Partido Socialista Húngaro (em húngaro: Magyar Szocialista Párt, MSZP) é um partido político da Hungria.
Foi fundado em 1989, pela ala maioritária do Partido Socialista Operário Húngaro, partido que governou a Hungria comunista entre 1956 e 1989.
O MSZP é considerado um partido da linha social-democrata, posicionando-se no centro-esquerda, apesar de, na política económica ter uma linha de carácter liberal e, até, neoliberal.
É membro do Partido Socialista Europeu, da Internacional Socialista e da Aliança Progressista.

## Resultados Eleitorais

### Eleições legislativas
| Data | Líder             | CI.                 | Votos               | %                   | +/-                 | Deputados | +/- | Status   |
| ---- | ----------------- | ------------------- | ------------------- | ------------------- | ------------------- | --------- | --- | -------- |
| 1990 | Rezső Nyers       | 4.º                 | 534 897             | 10,9 / 100,0        |                     | 33 / 386  |     | Oposição |
| 1994 | Gyula Horn        | 1.º                 | 1 781 867           | 33,0 / 100,0        | 22,1                | 209 / 386 | 176 | Governo  |
| 1998 | Gyula Horn        | 1.º                 | 1 446 138           | 32,2 / 100,0        | 0,8                 | 134 / 386 | 75  | Oposição |
| 2002 | Péter Medgyessy   | 1.º                 | 2 361 983           | 42,1 / 100,0        | 9,9                 | 178 / 386 | 44  | Governo  |
| 2006 | Ferenc Gyurcsány  | 1.º                 | 2 336 705           | 43,2 / 100,0        | 1,1                 | 186 / 386 | 8   | Governo  |
| 2010 | Attila Mesterházy | 2.º                 | 990 428             | 19,3 / 100,0        | 23,9                | 59 / 386  | 127 | Oposição |
| 2014 | Attila Mesterházy | Coligação Unidade   | Coligação Unidade   | Coligação Unidade   | Coligação Unidade   | 29 / 199  | 30  | Oposição |
| 2018 | Gyula Molnár      | 3.º                 | 682 602             | 11,9 / 100,0        |                     | 17 / 199  | 12  | Oposição |
| 2022 | Bertalan Tóth     | Unidos pela Hungria | Unidos pela Hungria | Unidos pela Hungria | Unidos pela Hungria | 10 / 199  | 7   | Oposição |

### Eleições europeias
| Data | CI. | Votos     | %            | +/-  | Deputados | +/- |
| ---- | --- | --------- | ------------ | ---- | --------- | --- |
| 2004 | 2.º | 1 054 921 | 34,3 / 100,0 |      | 9 / 24    |     |
| 2009 | 2.º | 503 140   | 17,4 / 100,0 | 16,9 | 4 / 22    | 5   |
| 2014 | 3.º | 252 751   | 10,9 / 100,0 | 6,5  | 2 / 21    | 2   |
| 2019 | 4.º | 229 551   | 6,6 / 100,0  | 4,3  | 1 / 21    | 1   |